# Erdei haszonvétel
Az erdei haszonvétel egy gyűjtőfogalom, amelyet Magyarországon a 2009. évi XXXVII. törvénx  VII. fejezete ("Erdei haszonvételek") határoz meg.
Az erdei haszonvételek jogosulatlan gyakorlása szabálysértés a 2012. évi II. törvény alapján.

## Fogalma
Az erdei haszonvételek általános szabályai

„68. § *  Erdei haszonvételnek minősül az erdő anyagi javainak és nem anyagi jellegű szolgáltatásainak a hasznosítása, így különösen:
a) a fakitermelés;
b) az erdészeti szaporítóanyag gyűjtése;
c) a vadászati jog gyakorlása vagy hasznosítása az e törvény hatálya alá tartozó területen;
d) az elhalt fekvő fa és gally gyűjtése, illetve elhalt, száraz ág nyesése;
e) a kidöntött fáról történő gally, toboz és díszítőlomb gyűjtése;
f) a gomba, vadgyümölcs, virág, illetve gyógynövény gyűjtése;
g) a bot, nád, sás, gyékény termelése és fű kaszálása;
h) a méhészeti tevékenység;
i) a fenyőgyanta gyűjtése;
j) cserje kitermelése, élő és elhalt cserjék hajtásainak gyűjtése;
k) az erdei legeltetés;
l) az erdő közjóléti szolgáltatásainak üzleti célú hasznosítása;
m) az erdei forrásvíz hasznosítása.”

## Főbb szabályai
Az erdei haszonvételek gyakorlása nem károsíthatja, illetve veszélyeztetheti az erdő biológiai sokféleségét, felszíni és felszín alatti vizeit, talaját, természetes felújulását, felújítását, a védett természeti értéket, valamint az erdei életközösséget.
Az erdőgazdálkodó az erdei haszonvételeket e törvényben meghatározott feltételekkel gyakorolhatja.
Az erdei haszonvételnek minősülő vadászati jog gyakorlására, hasznosítására a külön jogszabály rendelkezéseit az e törvényben foglalt kiegészítésekkel kell alkalmazni.
Az erdei haszonvételek gyakorlásának feltételeit - amennyiben jogszabály másként nem rendelkezik - az erdőgazdálkodó jogosult meghatározni.
Természetvédelmi elsődleges rendeltetésű erdőben a 68. § l) pontjában meghatározott erdei haszonvételt a védett természeti terület természetvédelmi kezeléséért felelős szerv az ott folyó erdőgazdálkodási tevékenységekkel összhangban, az erdőgazdálkodó előzetes értesítése mellett gyakorolhatja.
Az erdei életközösség védett fajai fennmaradásának és fejlődésének biztosítása érdekében az erdészeti hatóság - hivatalból vagy a természetvédelmi hatóság megkeresése alapján - korlátozza vagy megtiltja erdőben a cserjék kitermelését, az elhalt, fekvő fa és gally, valamint élő és elhalt cserjék hajtásainak gyűjtését.
Ha jogszabály másként nem rendelkezik, az állam 100%-os tulajdonában álló erdőben az erdőgazdálkodó köteles tűrni az egyéni szükségletet meg nem haladó mennyiségű gomba, vadgyümölcs, gyógynövény gyűjtését, valamint forrásvíz elhordását.